# Seznam švicarskih paleontologov
Seznam švicarskih paleontologov.

## R
- François-Jules Pictet de la Rive (1809-1872)

## T
- Rudolf Trümpy (1921-2009)